# Nanfu Wang
Nanfu Wang (Jiangxi, 1985) es una cineasta estadounidense nacida en China. Su primera película, Hooligan Sparrow, se estrenó en el Festival de Cine de Sundance de 2016 y fue preseleccionada para el Premio de la Academia a la Mejor Película Documental en 2017. Su segunda película, I Am Another You, se estrenó en el Festival de Cine SXSW en 2017 y ganó dos premios especiales del jurado. Su tercera película, One Child Nation, ganó el Gran Premio del Jurado a Largometraje Documental en el Festival de Cine de Sundance de 2019. Wang recibió el Premio Vilcek a la Promesa Creativa en Cine en 2021 por parte de la Fundación Vilcek.

## Primeros años de vida
Wang nació en un pequeño pueblo agrícola rural en 1985 en la provincia de Jiangxi, China. Sus padres la llamaron "Wang Nanfu" ( en chino: 王男栿 ), ya que Nan (男) significa hombre y Fu (栿) significa pilar en mandarín, con la esperanza de que la niña crezca fuerte como un hombre. Wang tiene un hermano que es varios años menor que ella. Al crecer, esto causó que se sintiera excluida por sus compañeros de clase, ya que la mayoría de ellos eran hijos únicos, como resultado de la política de un solo hijo vigente en ese momento en China. Cuando Wang tenía 12 años, su padre (33 años en ese momento) murió de una enfermedad cardíaca congénita para la cual su familia no pudo permitirse el lujo de obtener tratamiento médico. Se vio obligada a abandonar la escuela y trabajar para poder mantener a su familia. La familia de Wang no tenía los recursos para que, tanto ella como su hermano, continuaran la educación secundaria. En cambio, se matriculó en una escuela vocacional para después trabajar como maestra en una escuela primaria.

## Educación
Con varios años de experiencia laboral, Wang estudió literatura inglesa en el programa de educación continua de una universidad local. Después de eso, obtuvo una beca completa por la Universidad de Shanghái mientras estaba inscrita en un Posgrado en Lengua y Literatura Inglesa. Se decidió por estudiar cine al atender primero en la escuela de periodismo en la Universidad de Ohio y posteriormente en el programa documental en la Universidad de Nueva York. Tiene una Maestría en Literatura Inglesa (Universidad de Shanghái), una Maestría en Estudios de Medios (Universidad de Ohio, Escuela de Periodismo EW Scripps) y una Maestría en Creación de Cine Documental (Universidad de Nueva York, Escuela de Artes Tisch).

## Carrera y trabajo

### Hooligan Sparrow
Hooligan Sparrow fue el primer largometraje documental de Wang. Cuenta la historia de activistas chinas de derechos humanos, incluida Ye Haiyan (conocida como "Hooligan Sparrow"), que luchan para exigir responsabilidades a los funcionarios gubernamentales que supuestamente agredieron sexualmente a varias niñas. Mientras Wang filmaba a los activistas, en respuesta a sus esfuerzos por documentar el trabajo de los activistas, ella misma se convirtió en objeto de acoso por parte de actores estatales.
Sobre el porqué de la película, Wang declaró: “Estaba interesada en muchos, muchos temas como el sistema sanitario y el sistema educativo en China porque no fui a la escuela secundaria ni a la universidad en China. Otro tema que me interesó fue el de las trabajadoras sexuales, porque, como dije, crecí en un pueblo y había visto muchas mujeres del pueblo que no tenían acceso a la educación y terminan convirtiéndose en trabajadoras sexuales porque no tenían habilidades, no tenían educación y fueron realmente discriminadas. Entonces, quería hacer una película sobre las trabajadoras sexuales más pobres del país, pero también sabía que sería difícil acceder a ellas. Conozco a Hooligan Sparrow (su nombre es Ye Haiyan) desde hace mucho tiempo a través de las redes sociales, pero nunca la había visto en persona en ese momento”.
Al crear la película, Wang no era consciente de que esto la convertiría en un objetivo de vigilancia gubernamental. Posteriormente, afirmó que “sabía muy poco sobre el mundo activista”. Wang ha señalado que sus familiares y amigos fueron seguidos e interrogados por agentes que les preguntaron si la conocían, si sabían su paradero y sus acciones actuales.

### One Child Nation
Su documental de 2019, One Child Nation, examina las consecuencias de la política de un solo hijo en China, que se implementó entre 1979 y 2015.

### In the Same Breath
Su documental de 2021, In the Same Breath, analiza cómo reaccionaron el gobierno chino y el gobierno estadounidense ante el brote de la pandemia de COVID-19.

### Mind Over Murder
Wang dirigió Mind Over Murder, un documental de 2022 que examinó el caso de Beatrice Six, un grupo de seis personas declaradas falsamente culpables de la violación y el asesinato de una mujer de Nebraska.

## Principales contribuciones y premios
La película de Wang, Hooligan Sparrow, se proyectó en festivales en más de 25 países, incluidos Sundance, Hot Docs, Sheffield DocFest, Full Frame y Human Rights Watch Film Festival. Su película I Am Another You se estrenó en SXSW en 2017 y ganó el premio LUNA / Chicken & Egg a la Mejor Película Documental dirigida por una mujer y el Premio Especial del Jurado de SXSW a la Excelencia en la Narración Documental. Wang es beneficiaria del Fondo de Documentales del Instituto Sundance y el Fondo de Periodismo Bertha/Britdoc, así como es una cineasta apoyada por Sundance y el IFP. Hooligan Sparrow fue incluido en la lista previa de candidatos para el Premio de la Academia al Mejor Largometraje Documental en los Oscar 2016. Wang fue honrada por la Asociación Internacional de Documentales con el Premio al Cineasta Emergente en 2016. Su tercer largometraje, One Child Nation, ganó el Gran Premio del Jurado a Largometraje Documental en el Festival de Cine de Sundance de 2019. Wang recibió el Premio Vilcek 2021 a la Promesa Creativa en Cine de la Fundación Vilcek, “por el impacto y el coraje de sus fascinantes documentales”.
Wang fue uno de los 21 beneficiarios de la beca MacArthur en 2020.
En 2021 fue seleccionada como miembro del jurado del Premio BIFF Mecenat en el 26.º Festival Internacional de Cine de Busan que se celebró en octubre.
En diciembre de 2021, fue incluida en la lista de las 100 mujeres de 2021 de la BBC.

## Vida personal
Wang está casada y es madre de dos hijos (nacidos en 2017 y 2022). Reside en Nueva Jersey.